# Ornithopus

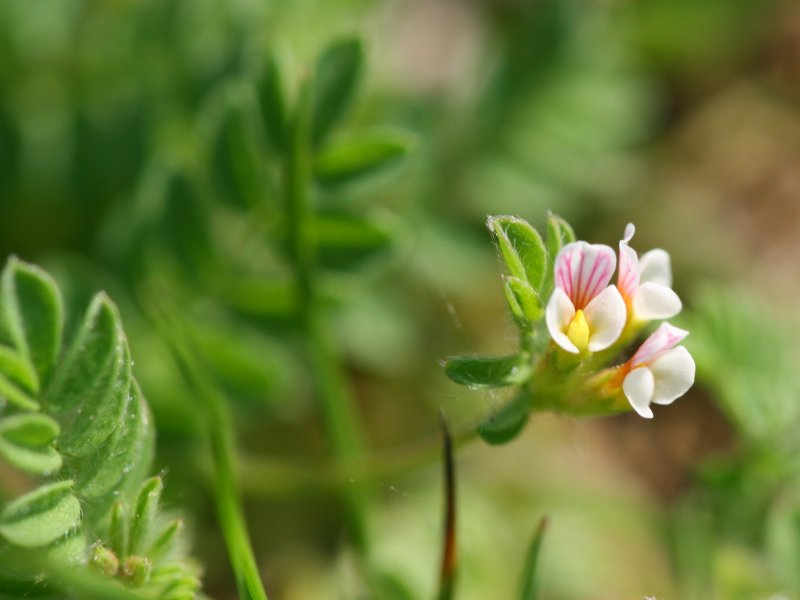
Ornithopus perpusillus.

Ornithopus é um género botânico pertencente à família Fabaceae que inclui diversas espécies cultivadas como plantas ornamentais e como forragem.

## Taxonomia
O género inclui as seguintes espécies validamente descritas:
- Ornithopus compressus L.
- Ornithopus micranthus (Benth.) Arechav.
- Ornithopus perpusillus L.
- Ornithopus pinnatus (Mill.) Druce
- Ornithopus sativus Brot. — erva-da-casta; serradela
- Ornithopus uncinatus Maire & Sam.

## Classificação lineana
Na classificação de Lineu o género ocupava a seguinte posição:
| Sistema | Classificação                      | Referência               |
| ------- | ---------------------------------- | ------------------------ |
| Linné   | Classe Diadelphia, ordem Decandria | Species plantarum (1753) |